# رومانسية الممالك الثلاث (مسلسل)
الممالك الثلاث (بالصينية: 三国演义) هو مسلسل تلفزيوني صيني بناء على الأحداث في أواخر عهد أسرة هان الشرقية وفترة الممالك الثلاث.

## روابط خارجية
- رومانسية الممالك الثلاث على موقع IMDb (الإنجليزية)
- رومانسية الممالك الثلاث على موقع كينوبويسك (الروسية)
- رومانسية الممالك الثلاث على موقع قاعدة بيانات الفيلم (الإنجليزية)